# ريتشارد هاري
ريتشارد هاري (بالإنجليزية: Richard Harry)‏ هو لاعب اتحاد الرغبي أسترالي، ولد في 30 نوفمبر 1967 في سيدني في أستراليا.

## وصلات خارجية
- ريتشارد هاري عل موقع إسبنسكروم (الإنجليزية)